# Livilla
Claudia Livia Julia (latin : CLAVDIA•LIVIA•IVLIA) née probablement en 13 av. J.-C., et morte en 31, est la seule fille d'Antonia la Jeune et de Drusus Germanicus. C’est la sœur de Germanicus et de Claude. Elle fut appelée Livia d’après sa grand-mère Livie, l’épouse d’Auguste et était appelée familièrement Livilla (petite Livie).
Elle épouse le prince de la jeunesse, Caius, petit-fils d'Auguste et désigné comme son successeur. À la mort de celui-ci, on lui fit épouser Drusus, fils de Tibère. Elle lui donna une fille, Julia, et des jumeaux.
À la mort de Drusus, après l'accession de Tibère au trône, elle se montra publiquement comme la maîtresse de Séjan, favori de l'empereur, qui chercha à l'épouser pour entrer dans la famille impériale.
Ses machinations avec Séjan firent condamner Agrippine l'Aînée sa rivale et belle-sœur ainsi que ses enfants qui briguaient la succession de Tibère. Les complots de Séjan découverts, Tibère reçut une dénonciation racontant la participation de Livilla à ces crimes ainsi que celui, non prouvé, d'avoir empoisonné son mari Drusus.

## Mariage
Livilla se maria deux fois, d’abord en 2 av. J.-C. avec Caius Julius Cæsar Vipsanianus, petit-fils d’Auguste et successeur. Auguste avait donc choisi Livilla comme épouse du futur empereur. Le magnifique mariage donna sans doute à Livilla des grandes idées sur son futur qui se ferait aux dépens des petites-filles d’Auguste, Agrippine l'Aînée et Julia Vipsania. Toutefois, Caius mourut en 4 ap. J.-C., ruinant les plans d’Auguste et de Livilla.
La même année, elle épousa son cousin Tiberius Drusus, le fils de Tibère. Quand Tibère succéda à Auguste en 14 ap. J.-C., elle se retrouva donc l’épouse de l’héritier potentiel. Drusus et Livilla eurent trois enfants, une fille appelée Julia en 5 ap. J.-C. et des jumeaux en 19 ap. J.-C. Germanicus Gemellus mourut en 23, Tiberius Gemellus parvint à l’âge adulte.

## Position de Livilla dans sa famille
Tacite raconte que Livilla était une femme extrêmement belle, bien qu’enfant, elle eût été disgracieuse. Le Senatus Consultum de Cn. Pisone patre montre qu’elle était tenue en haute estime par son oncle et son beau-père, Tibère et par sa grand-mère Livie.
Selon Tacite, elle éprouvait du ressentiment et de la jalousie à l’égard de sa belle-sœur Agrippine l'Aînée, l’épouse de son frère Germanicus, avec laquelle elle était toujours défavorablement comparée. Agrippine avait donné des héritiers impériaux à la famille, étant la mère de Caligula et d’Agrippine la Jeune et était beaucoup plus populaire. Suétone raconte que Livilla méprisait son jeune frère Claude et quand elle entendit dire qu'il serait un jour empereur, elle regretta ce sort pour Rome.
Comme la plupart des membres de la dynastie julio-claudienne, elle fut sans doute très ambitieuse surtout pour son fils.

## Relation avec Séjan
Avant même la naissance des jumeaux, Livilla entretenait une relation avec Séjan, le préfet du prétoire de Tibère. Plus tard, certains (dont Tibère) soupçonnèrent Séjan d’être le vrai père des jumeaux. Drusus, héritier putatif depuis la mort de Germanicus en 23 ap. J.-C., mourut la même année peu après une dispute avec Séjan. Selon Tacite, Suétone et Dion Cassius, Séjan empoisonna Drusus avec l’aide de Livilla non seulement parce qu’il craignait la vengeance du futur empereur mais aussi pour supprimer un concurrent dans sa course au pouvoir. Si Drusus fut empoisonné, sa mort n’éveilla pas les soupçons sur le moment.
Séjan voulait maintenant épouser Livilla. Tibère, en 25, rejeta la demande mais céda finalement en 31. La même année, l’empereur reçut de sa belle-sœur, Antonia la Jeune, des preuves que Séjan avait conspiré contre lui. Tibère fit dénoncer Séjan au Sénat, l’arrêta et le sortit de prison pour l’exécuter. Une purge sanglante eut lieu alors à Rome, la plupart des parents (dont ses enfants) et partisans de Séjan partagèrent son sort.

## Accusation et mort

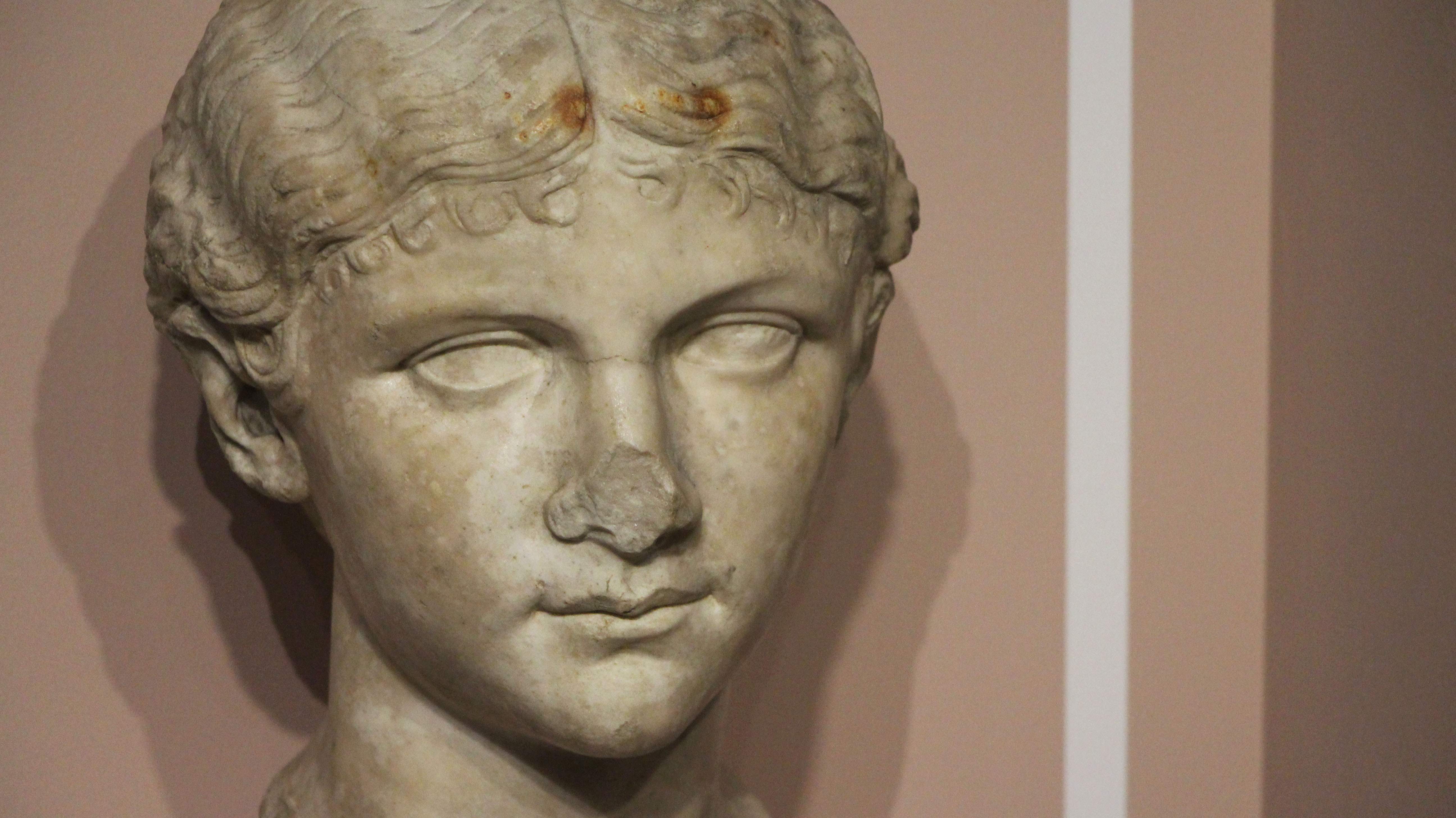
Buste de Livilla mutilé.

Apprenant la mort de ses enfants, Apicata, l’ex-épouse de Séjan se suicida. Avant sa mort, elle envoya une lettre à Tibère accusant Séjan et Livilla d’avoir empoisonné Drusus. L’échanson de Drusus, Lygdus, et le médecin de Livilla, Eudemus (en) furent interrogés et torturés et confirmèrent les accusations d’Apicata.
Livilla mourut peu après, soit exécutée, soit par suicide. Selon Dion Cassius, Tibère livra Livilla à sa mère qui l’enferma dans sa chambre et la laissa mourir de faim.
Sa mémoire fut damnée par le Sénat, et ses statues brisées. Il existe très peu de représentations de Livilla et celles qui nous restent sont partiellement endommagées.